# 新田下田中町
新田下田中町（にったしもだなかちょう）は、群馬県太田市にある地名（町丁）。郵便番号は370-0343。

## 概要
綿打地区にある町丁。

## 地理
西部に早川が流れており、伊勢崎市と接している。

### 近隣町丁
- 小角田町
- 新田高尾町
- 新田上田中町
- 新田早川町

## 世帯数と人口
2022年（令和4年）3月31日現在の世帯数と人口は以下の通りである。
| 町丁         | 世帯数  | 人口  |
| ------------ | ------- | ----- |
| 新田下田中町 | 259世帯 | 667人 |

## 交通

### 鉄道
町内に鉄道は通っていない。

### 道路
- 国道312号
- 群馬県道315号大原境三ツ木線